# La Rumorosa
32°31′59.556″N 116°3′3.5532″V / 32.53321000°N 116.050987000°V
La Rumorosa er en landsby i den mexicanske delstat Baja California. Landsbyen befinder sig i kommunen Tecate. Folketællinger fra 2005 viser et indbyggertal på 1.615 i La Rumorosa.

## Klima
Byen har et middelhavs klima med tør sommer og regnfulde vintre og varme snefald som lejlighedsvis er blevet observeret i byen mest i februar.